# Eumelea salomonis
Eumelea salomonis là một loài bướm đêm trong họ Geometridae.